# Vespolate
Vespolate é uma comuna italiana da região do Piemonte, província de Novara, com cerca de 2.077 habitantes. Estende-se por uma área de 17 km², tendo uma densidade populacional de 122 hab/km². Confina com Borgolavezzaro, Confienza (PV), Granozzo con Monticello, Nibbiola, Robbio (PV), Terdobbiate, Tornaco.

## Demografia
| Variação demográfica do município entre 1861 e 2011                               |
|                                                                                   |
| Fonte: Istituto Nazionale di Statistica (ISTAT) - Elaboração gráfica da Wikipedia |